# Схирингеры и феткоперы
Схирингеры и феткоперы — имя, данное двум противоборствующим партиям во Фрисландии и Гронингене в Позднем средневековье. Их противостояние является основной причиной кровопролитной гражданской войны, длившейся более столетия (1350—1498), и которая, в конечном итоге, привела к отмене так высоко ценившейся фризской свободы. Названия схирингеры и феткоперы, вероятно, произошли от спора между цистерцианцами и норбертинцами. Монастыри этих орденов оказали большое влияние на Фрисландию того времени.
Эти партии возникли из-за экономического спада, который начался во Фрисландии в середине XIV века. Вследствие упадка монастырей и других общинных институтов социальная рознь привела к появлению дворян без титула, называемых хофтлингенами (вождями), богатых землевладельцев, обладающих большими участками земли и укреплёнными замками. Хофтлинги получили свою знатность не благодаря тому, что король или император присвоили им земли и титулы, а пришли к власти вследствие процессов распада в графстве Голландия. Хофтлинги взяли на себя роль судебной власти и обеспечивали защиту своих местных подданных. Внутренняя борьба между региональными лидерами привела к кровопролитным конфликтам и выстраиванию регионов по линии противоборства двух сторон: схирингеров и феткоперов.

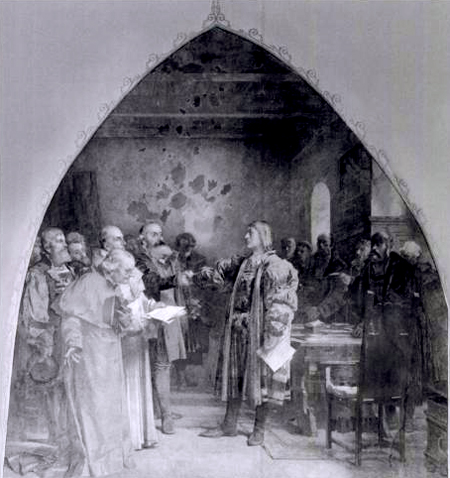
Схирингеры в Медемблике просят о защите герцога Саксонии Альбрехта, март 1498 года, гравюра Юлиуса Шольца (1825—1893)

Фризский борец за свободу того времени Янко Доуама (1482—1533) написал в своих мемуарах под названием «Boeck der Partijen» («Книга партий») происхождение разногласий между враждующими сторонами во Фрисландии и свое объяснение названий схирингеры и феткоперы. По словам Янко, феткоперы (Fetkopers произношение [fɛtkɔpərs], «покупатели сала») были названы так, потому они были богаче и они могли покупать жирные продукты. Бедные взяли имя схирингеров (Skieringers произношение [skiːrɪŋərs], «ораторы»), потому что они пытались начать с обсуждения, а не с насилия.
Во второй половине XV века город феткоперов Гронинген, который стал доминирующей силой во Фризии, попытался вмешаться в дела Средней Фризии. Вмешательство встретило сильное сопротивление в удерживаемом схирингерами Вестерго и закончилось призывом к иностранной помощи.
21 марта 1498 года небольшая группа схирингеров из Вестерго тайно встретилась с главным штатгальтером Нидерландов Альбрехтом III, герцогом Саксонии в Медемблике, с просьбой о помощи. Альбрехт, который приобрёл репутацию грозного полководца, согласился и вскоре завоевал всю Фрисландию. Император Максимилиан Габсбург назначил Альбрехта наследственным управляющим и губернатором Фрисландии в 1499 году.
В течение короткого времени оккупация герцога и его ландскнехтов стала неприемлемой для многих фризов обеих сторон, и при поддержке герцога Гелдерна они безуспешно пытались вернуть свои старые свободы и положить конец денационализации Фрисландии.
Подчинение Саксонии положило конец автономии Фризии. Хотя на фризском языке всё ещё говорили в то время, он не имел официального статуса. Фризский язык исчезал из официального письменного употребления; последний официальный документ, записанный на фризском, был записан в 1573 году. Фризский язык был вытеснен голландским и нижнесаксонским и не употреблялся примерно до 1800 года.